# Liste der Inseln von Wales
Dies ist eine Liste der Inseln von Wales.
| Name                       | Lage          | Principal Area             |
| -------------------------- | ------------- | -------------------------- |
| Anglesey                   | Irische See   | Anglesey                   |
| Bardsey Island             | Irische See   | Gwynedd                    |
| Barry Island 1             | Bristolkanal  | Vale of Glamorgan          |
| Burry Holms                | Bristolkanal  | City and County of Swansea |
| Caldey Island              | Bristolkanal  | Pembrokeshire              |
| Cardigan Island            | Irische See   | Ceredigion                 |
| Carreg Onnen               | Irische See   | Pembrokeshire              |
| Church Island              | Irische See   | Anglesey                   |
| Cribinau                   | Irische See   | Anglesey                   |
| Denny Island               | Bristolkanal  | Monmouthshire              |
| East Mouse                 | Irische See   | Anglesey                   |
| Flat Holm                  | Bristolkanal  | City and County of Cardiff |
| Gateholm                   | Keltische See | Pembrokeshire              |
| Grassholm                  | Keltische See | Pembrokeshire              |
| Holy Island                | Irische See   | Anglesey                   |
| Midland Island             | Bristolkanal  | City and County of Swansea |
| Middle Mouse               | Irische See   | Anglesey                   |
| North Stack                | Irische See   | Anglesey                   |
| Puffin Island              | Irische See   | Anglesey                   |
| Ramsey Island              | Keltische See | Pembrokeshire              |
| St Catherine’s Island      | Bristolkanal  | Pembrokeshire              |
| St Margaret’s Island       | Bristolkanal  | Pembrokeshire              |
| Saint Tudwal’s Islands 2   | Irische See   | Gwynedd                    |
| Salt Island                | Irische See   | Anglesey                   |
| Sheep Island               | Keltische See | Pembrokeshire              |
| Shell Island               | Irische See   | Gwynedd                    |
| The Skerries 3             | Irische See   | Anglesey                   |
| Skokholm                   | Keltische See | Pembrokeshire              |
| Skomer                     | Keltische See | Pembrokeshire              |
| South Stack                | Irische See   | Anglesey                   |
| Sully Island               | Bristolkanal  | Vale of Glamorgan          |
| Tusker Rock                | Bristolkanal  | Vale of Glamorgan          |
| West Mouse                 | Irische See   | Anglesey                   |
| Worm’s Head                | Bristolkanal  | City and County of Swansea |
| Ynys Bery                  | Keltische See | Pembrokeshire              |
| Ynys Cantwr                | Keltische See | Pembrokeshire              |
| Ynys Castell               | Irische See   | Anglesey                   |
| Ynys Dulas                 | Irische See   | Anglesey                   |
| Ynys Eilun & Pont yr Eilun | Keltische See | Pembrokeshire              |
| Ynys Faelog                | Irische See   | Anglesey                   |
| Ynys Feurig                | Irische See   | Anglesey                   |
| Ynys Gaint                 | Irische See   | Anglesey                   |
| Ynys Gored Goch            | Irische See   | Anglesey                   |
| Ynys Gwelltog              | Keltische See | Pembrokeshire              |
| Ynys Llanddwyn             | Irische See   | Anglesey                   |
| Ynys Lochtyn               | Irische See   | Ceredigion                 |
| Ynys Onnen                 | Keltische See | Pembrokeshire              |
| Ynys Moelfre               | Irische See   | Anglesey                   |
| Ynys Micel                 | Keltische See | Pembrokeshire              |
| Ynys Weiliog               | Irische See   | Anglesey                   |
| Ynys y Bîg                 | Irische See   | Anglesey                   |